# Script pubblicitario
Uno script pubblicitario è una forma di sceneggiatura finalizzata alla creazione di un prodotto audiovisivo a scopo pubblicitario. Di norma viene redatta da un copywriter o da uno sceneggiatore.

## Layout dello script pubblicitario
Non esiste un metodo ufficialmente condiviso per la stesura di uno script pubblicitario. Per questo motivo si è soliti utilizzare il layout classico delle sceneggiature cinematografiche e televisive.
Esistono tre tipologie di layout:
- sceneggiatura all'italiana
- sceneggiatura all'americana
- sceneggiatura alla francese

La sceneggiatura all'italiana è molto utilizzata in ambito pubblicitario, poiché grazie alla sua formattazione rende lo spoglio della sceneggiatura più semplice e rapido, permettendo ai reparti tecnici, come scenografia e direzione della fotografia una maggiore agilità lavorativa. Visivamente la pagina è suddivisa in due colonne: la parte sinistra, contenente tutte le azioni e le descrizioni inerenti alla scena, con saltuarie indicazioni registiche e relative al montaggio, e la parte destra, contenente i dialoghi dei personaggi presenti in scena o la voce narrante dello spot, anche chiamata voice over.

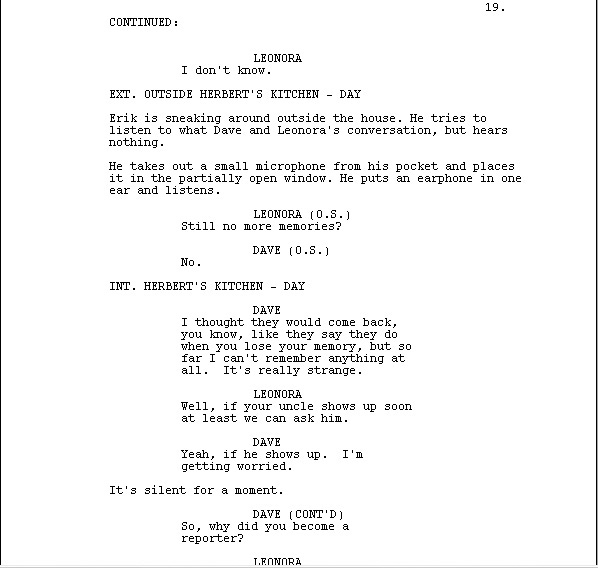
Esempio di sceneggiatura all'americana

La sceneggiatura all'americana, riconosciuta come modello ufficiale in ambito cine-televisivo, è formattata per avere tutto il contenuto posizionato in un'unica colonna ed è composta dalle didascalie che raccontano l'azione e in generale tutto ciò che si vedrà sullo schermo e i dialoghi che sono posti in una colonna dai margini più stretti, al centro del foglio. Questo tipo di formattazione è molto utilizzato nel cinema perché permette di visualizzare il film mentre si legge, rendendo la lettura più fluida e comoda anche per le maestranze artistiche come attori e registi.

## Struttura base di uno script
Un prodotto audiovisivo pubblicitario può assumere le forme più svariate in base alle necessità comunicative del cliente che lo richiede. In media la durata si aggira attorno ai trenta secondi. 
Uno schema base classico può riassumersi nei seguenti punti:
- Apertura
- Presentazione del prodotto
- Demo
- Finale
- Packshot

L'apertura rappresenta l'inizio della storia, serve a catturare l'attenzione dello spettatore oltre a contestualizzare il prodotto che verrà da lì a poco mostrato. Durante la presentazione del prodotto viene introdotto il protagonista dello spot e ne vengono elencate e mostrate le caratteristiche tecniche. La demo serve proprio a elencare tutte le peculiarità del prodotto. 
Dopodiché si può ritornare alla storia, sciogliendo l'intreccio narrativo che si era creato durante l'apertura. Si ha così un finale.
Lo spot si conclude con il packshot, che consiste in un'inquadratura sul prodotto con il payoff della marca. 

## Acronimi e abbreviazioni utilizzati nello script
| PPP   | Primissimo piano                                                           |
| PP    | Primo piano                                                                |
| PM    | Piano medio                                                                |
| PA    | Piano americano                                                            |
| FI    | Figura intera                                                              |
| CM    | Campo medio                                                                |
| CL    | Campo lungo                                                                |
| CLL   | Campo lunghissimo                                                          |
| CR    | Campo ravvicinato (rispetto al CL o CLL)                                   |
| FC    | Fuori campo                                                                |
| SOGG. | Soggettiva                                                                 |
| PAN   | Panoramica                                                                 |
| MdP   | Macchina da presa                                                          |
| DIDA  | Didascalia                                                                 |
| POV   | Punto di vista (dall'inglese "Point Of View") della cinepresa o telecamera |
| CG    | grafica computerizzata                                                     |